# Eren chot
Eren chot, též Eren (Erén), Erlian (mongolsky „pestré město“, ᠡᠷᠢᠶᠡᠡ ᠬᠣᠲᠠ Eriyen hota, Эрээн хот Erén chot, čínsky v českém přepisu Er-lien-chao-tche, pchin-jinem Èrliánhàotè (znaky), Erenhot (mongolština), znaky zjednodušené 二连浩特) je město a městský okres v ajmagu Šilijn gol v autonomní oblasti Vnitřní Mongolsko, které se nachází v poušti Gobi podél čínsko-mongolské hranice, naproti mongolskému městu Zamyn-Üüd. Žije zde 74 197 obyvatel (sčítání lidu 2010) a nadmořská výška je 966 metrů.

## Historie
Město se nachází v málo zalidněné krajině a význam je spojen s důležitou dopravní spojnicí mezi lidnatou pobřežní Čínou (Pekingem) a hlavním městem Mongolska, potažmo pokračující do Moskvy. V roce 1820 byla zřízena poštovní stanice I-lin (伊林). V roce 1899 tažena telefonní linka z Čang-ťia-kchou do Urgy (Ulánbátar) a zřízena byla i telegrafní stanice Erlian (二连).
Na začátku roku 1956 byla otevřena železniční stanice Eren (Erlian) na transmongolské magistrále. V roce 1957 byla do té doby vesnice Eren povýšena na chošún, korouhev podřízený přímo ajmagu (do názvu přibylo mongolské chot, tj. město) a v roce 1966 na městský chošún. V letech 1969–1980 převedeno z ajmagu Šilijn gol do Uláncabu. Město mělo v 90. letech okolo 10 000 obyvatel a následně se ještě dále rozšířilo až k téměř 100 000 obyvatelům díky nedalekému solnému jezeru.

## Podnebí
V Eren chotu převažuje chladné pouštní podnebí (podle Köppenovi klasifikace BWk) s dlouhými, velmi suchými zimami a krátkými horkými léty. Měsíční průměrné denní teploty se pohybují od −17,8 °C (0,0 °F) v lednu do 24,0 °C (75,2 °F) v červenci s ročním průměrem 4,61 °C (40,3 °F). Město se těší 3 232 hodinám (asi 73 % z celkového počtu) jasného slunečního svitu ročně a celoročně dominuje jasné, slunečné a suché počasí. S měsíčním procentem možného slunečního svitu v rozmezí od 67 % v červenci do 78 % v únoru je město jedním z nejslunnějších v celé zemi. V důsledku vyprahlosti se denní teplotní kolísání často blíží a přesahuje 15 °C (27 °F). Více než dvě třetiny mizivých 135 mm ročních srážek spadne v období od června do srpna.

## Ekonomika
Pohraniční město je železničním uzlem a největším centrem přeshraničního obchodu mezi Mongolskem a Čínou. Když úřady v roce 1992 otevřely město mezinárodnímu obchodu, prošel Eren chot transformací, v rámci kterého město vyrostlo z 8 000 lidí na odhadovaných 100 000 lidí včetně migrujících pracovníků.
Koncem 90. let solné jezero Dabusan núr blízko města umožnilo ekonomický rozmach chemického průmyslu. Navíc jezero také poskytlo Eren chotu velký rezervoár vody, potřebný k rozšíření města.
Jako centrum velkoobchodu, hostí město obchodní dům International Trade City. Nákupní centrum postavené v roce 2006 je „blokovým třípodlažním velkoobchodním tržištěm, v kterém provozuje svoje aktivity 527 nájemců, kteří prodávají hedvábné látky, králičí a liščí kožešiny a další komodity.“

## Doprava

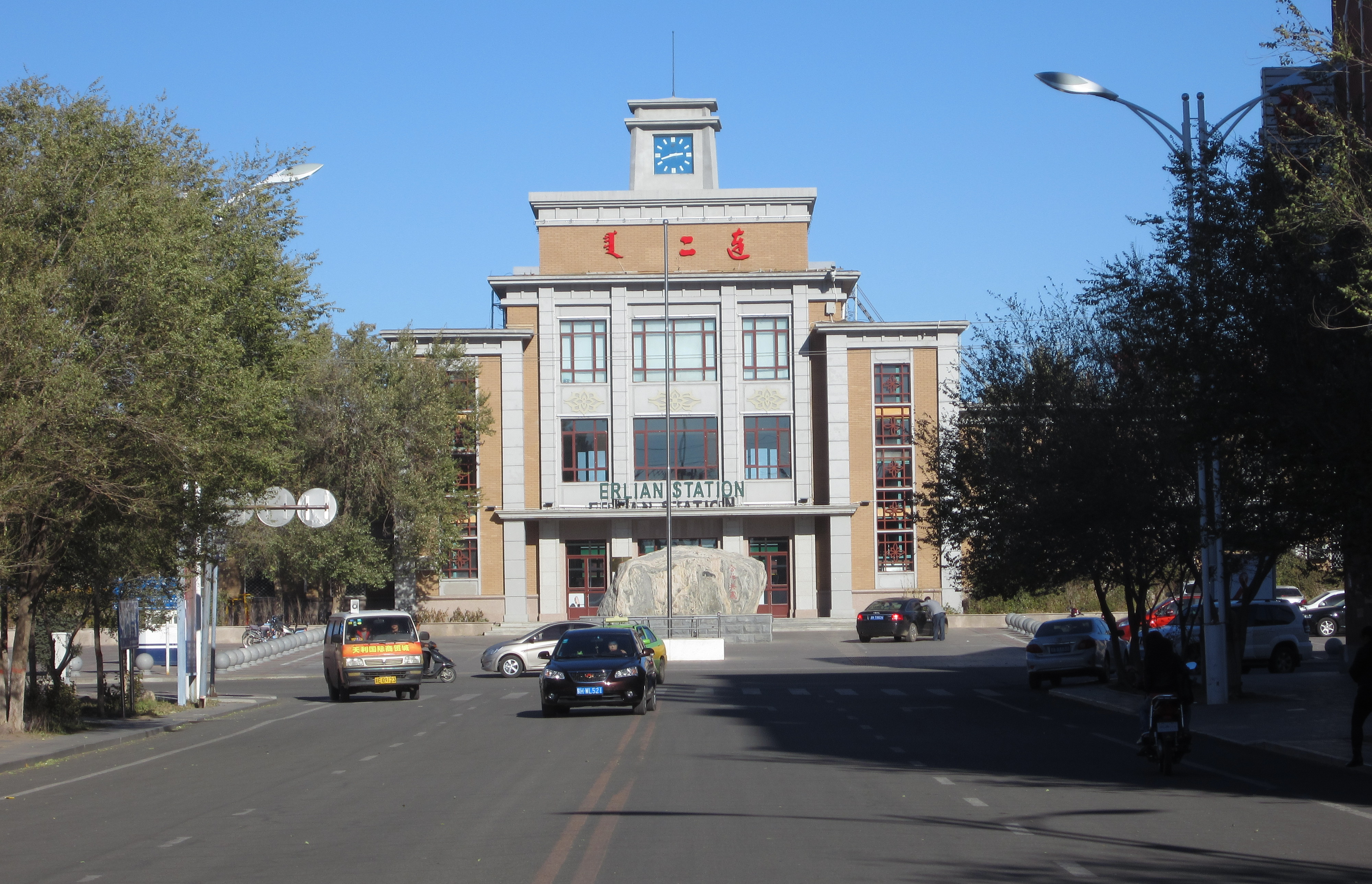
Vlakové nádraží Erlian (Eren)

Eren chot je železniční stanicí na transmongolské magistrále, což je jeden ze dvou mezinárodních železničních hraničních přechodů ve Vnitřním Mongolsku (druhou je v Mandžúr na čínsko-ruské hranici). Železniční spojení se potýkalo s tlakem rostoucího obchodu s Mongolskem a několik nových železničních tratí se staví, aby zmírnily zátěž.
Mezinárodní vlaky zde mění podvozky kvůli odlišným rozchodům užívaných v Číně a Mongolsku. Čína používá standardní rozchod, zatímco Mongolsko používá ruský rozchod 1520 mm.
Město je také severním terminálem čínské dálnice G208, která vede na jih do Čchang-č', Šan-si (dálnice tvoří část asijské dálnice AH3).
Mezinárodní letiště Erenhot Saiwusu (ELR, otevřeno 2010) se nachází necelých třicet kilometrů jihovýchodně od centra města a má pravidelné lety do Pekingu, Chöch chotu a Tongliao.

## Dinosauři

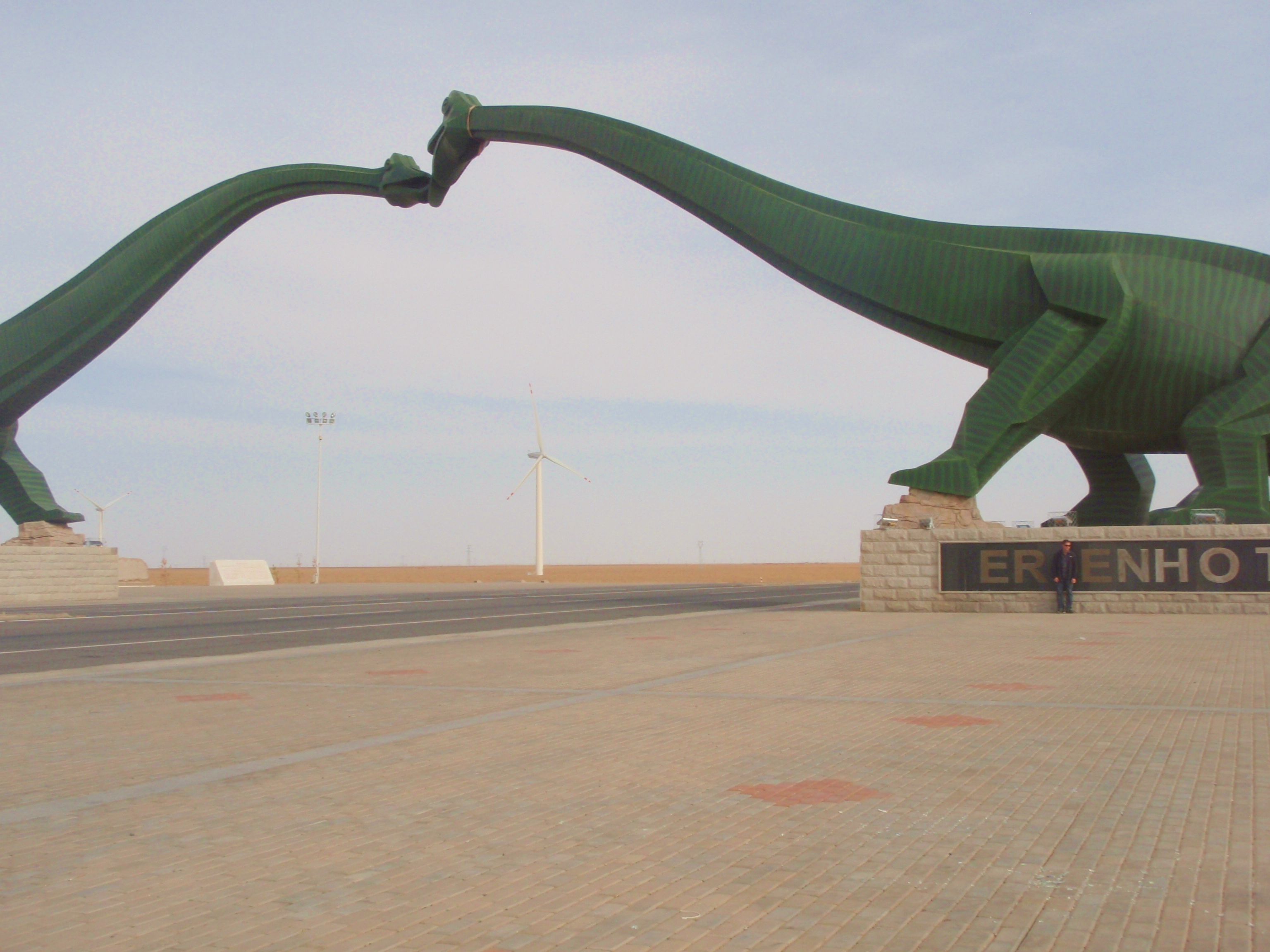
Líbající se sauropodi přemosťují silnici z Eren chotu

Oblast kolem města, zejména slané jezero na severovýchod od města známé jako Dabusan nuur (vlastně doslova erenské [pestré] solné jezero – z mongolského ereen = barevný, davs = sůl, nuur = jezero), které dalo název souvrství Iren Dabasu je známá objevem mnoha různých fosilií dinosaurů. Ve městě je muzeum dinosaurů a v roce 2006 byl na dálnici na jih postaven velký oblouk v podobě dvou sauropodů. V roce 2007 byla přidána řada menších postav různých druhů.

## Partnerská města
- Kyzyl, Rusko